# 曺侑珉
曺 侑珉（チョ・ユミン、1996年11月17日 - ）は大韓民国のサッカー選手。ポジションはDF。シャールジャFC所属。

## 経歴

### クラブ
2018年に水原FCに加入し、第1節のソウルイーランドFC戦でデビューした。2021シーズンはKリーグ1でプレーした。
2022シーズンより、Kリーグ2の大田ハナシチズンに60万ユーロで加入した。

### 代表
2022年7月20日の中国代表戦でA代表デビュー。
2022 FIFAワールドカップの本大会メンバーにも選出された。

## 人物
妻は元T-ARAのソヨン。

## 代表歴

### 出場大会
- 韓国代表
  - 2022 FIFAワールドカップ

### 試合数
- 国際Aマッチ 11試合 0得点（2022年-）[5]

| 韓国代表 | 国際Aマッチ | 国際Aマッチ |
| 年       | 出場        | 得点        |
| -------- | ----------- | ----------- |
| 2022     | 5           | 0           |
| 2023     | 0           | 0           |
| 2024     | 6           | 0           |
| 通算     | 11          | 0           |